# Friedemann Schreiter
Friedemann Schreiter (* 1951 in Jahnsbach) ist freiberuflicher Schriftsteller und Autor. Veröffentlicht sind Gedichte in Anthologien, Romane und Erzählungen. Er schreibt Hörspiele, Drehbücher für Fernsehfilme und TV-Serien.

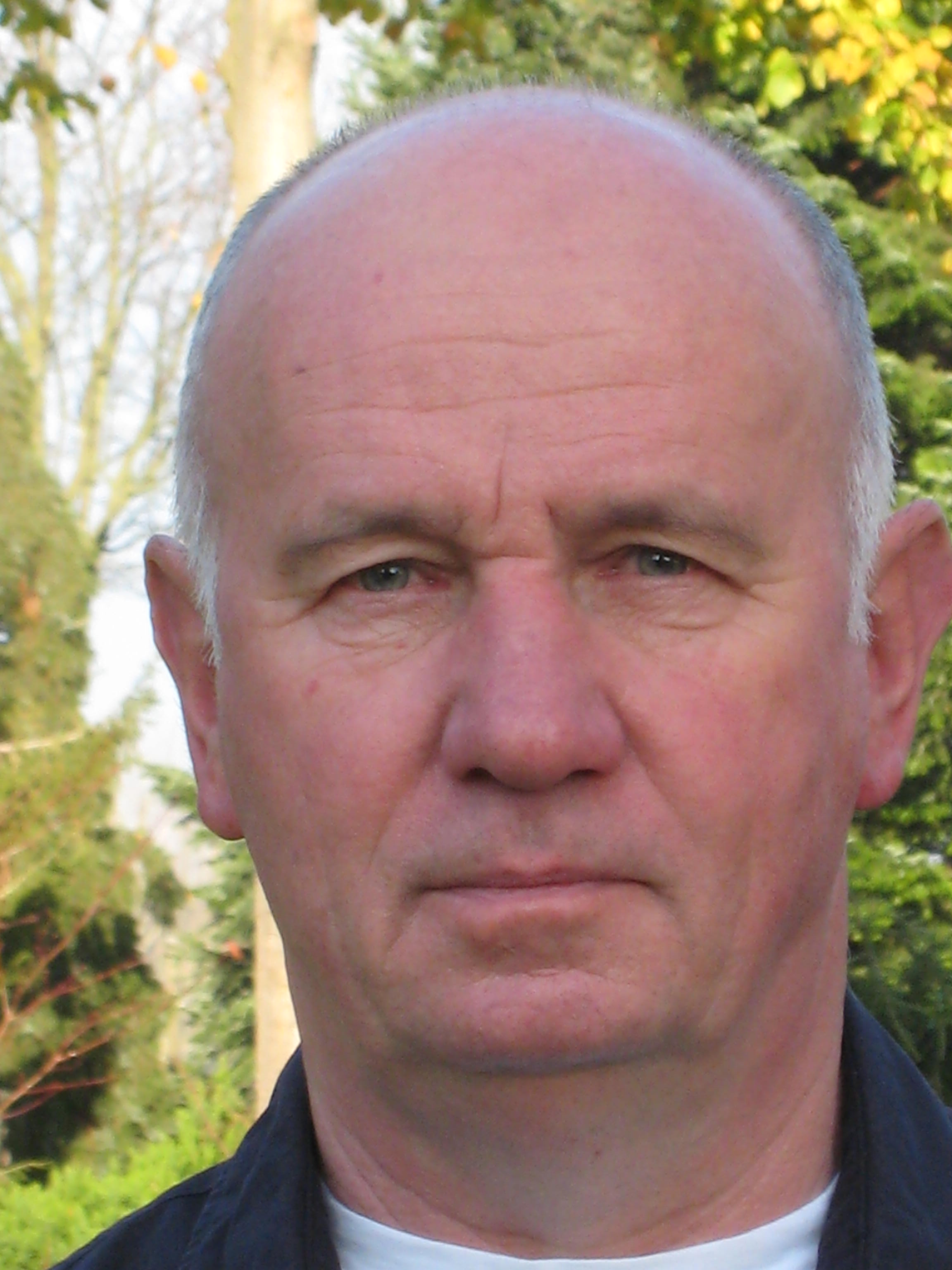
Porträt Friedemann Schreiter

## Leben
Friedemann Schreiter wurde 1951 in Jahnsbach im Erzgebirge geboren. Nach seinem Abitur 1970 in Dresden, einer Mechanikerlehre und der Armeezeit bei der Marine, studierte er Philosophie an der Humboldt-Universität zu Berlin. Er arbeitete beim Rundfunk der DDR als Hörspieldramaturg.
Seit 1980 ist er freiberuflich tätig. Von 1982 bis 1990 war er Mitglied des Schriftstellerverbandes der DDR. Er erhielt den Kritikerpreis für das Drehbuch zum Film Das Buschgespenst, 1987. Er lebt in Berlin und Mecklenburg.

## Werke

### Bücher
- 1982: Billeschak. Roman. Mitteldeutscher Verlag, Halle-Leipzig
- 1984: Liebesland. Erzählungen. Mitteldeutscher Verlag. Halle-Leipzig
- 2014: Strafanstalt Waldheim. Ch. Links Verlag, Berlin
- 2017: Musterdorf Mestlin. Ch. Links Verlag, Berlin

### Hörspiele
- 1980: Katzenbergers Badereise. nach Jean Paul
- 1982: Lachen wie aus Blut. Biografisches Hörspiel um François Villon
- 1994: Kleiner feiner Herr. Hörspiel um den alten Karl May

### Filmografie
- 1985: Es steht der Wald so schweigend (TV)
- 1986: Das Buschgespenst (TV-Zweiteiler)
- 1989: Schulmeister Spitzbart (TV)
- 1990: Die verschwundene Miniatur (TV)
- 1995: Polizeiruf 110: Bruder Lustig (TV-Reihe)
- 1996–2001: Für alle Fälle Stefanie (TV-Serie, 15 Folgen)